# Precessió de Larmor

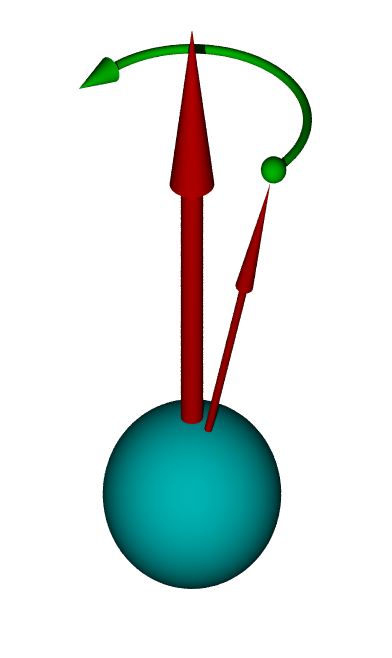
Il·lustració de la precessió dels espins nuclears per un camp magnètic extern

En física, la precessió de Larmor (en referència a Joseph Larmor) és la precessió dels moments magnètics d'electrons, nuclis atòmics, i àtoms al voltant d'un camp magnètic extern. El camp magnètic exerceix un moment de força sobre el moment magnètic que és
{\displaystyle {\vec {\Gamma }}={\vec {\mu }}\times {\vec {B}}=\gamma {\vec {J}}\times {\vec {B}}}
on {\displaystyle {\vec {\Gamma }}} és el moment de força, {\displaystyle {\vec {\mu }}} és el moment magnètic de dipol, {\displaystyle {\vec {J}}} és el moment angular, {\displaystyle {\vec {B}}} és el camp magnètic extern, {\displaystyle \times } simbolitza el producte vectorial, i {\displaystyle \ \gamma } és la fracció giromagnètica que dona la constant de proporcionalitat entre el moment magnètic i el moment angular.

## Freqüència de Larmor
El vector moment angular {\displaystyle {\vec {J}}} precessa al voltant de l'eix del camp extern amb una freqüència angular coneguda com a freqüència de Larmor,
{\displaystyle \omega =-\gamma B}
on {\displaystyle \omega } és la freqüència angular, {\displaystyle \gamma ={\frac {-eg}{2m}}} és la fracció giromagnètica, i {\displaystyle B} és la magnitud del camp magnètic i {\displaystyle g} és el factor g (normalment 1, excepte en física quàntica).
Simplificat, això es converteix en
{\displaystyle \omega ={\frac {egB}{2m}}}
on {\displaystyle \omega } és la freqüència de Larmor, m és la massa, e és la càrrega, i B és el camp aplicat. Per a un nucli donat, el factor g inclou tant els efectes de l'espín dels nucleons com el seu moment angular i la interacció entre ambdós. Degut a la complexitat dels nuclis atòmics els factors g són difícils de calcular, però en canvi la seva mesura experimental s'ha fet per la majoria de nuclis amb alta precisió. Cada isòtop nuclear té una freqüència de Larmor per a espectroscòpia NMR, i aquesta freqüència està tabulada aquí Arxivat 2018-02-01 a Wayback Machine..

## Inclusió de la precessió de Thomas
L'equació de dalt és la que s'usa en la majoria d'aplicacions. Per a un estudi més complet és necessari incloure els efectes de la precessió de Thomas, duent a l'equació (en unitats CGS):
{\displaystyle \omega _{s}={\frac {geB}{2mc}}+(1-\gamma ){\frac {eB}{mc\gamma }}}
on {\displaystyle \gamma } és el factor de Lorentz relativistic (no s'ha de confondre amb la fracció giromagnètica de sobre). La g de l'electró resulta ser molt pròxima a 2 (2.002...), per tant si s'usa g=2, tenim
{\displaystyle \omega _{s(g=2)}={\frac {eB}{mc\gamma }}}

## Equació de Bargmann–Michel–Telegdi
La precessió de l'espín d'un electró en un camp electromagnètic extern es pot descriure usant l'equació de Bargmann–Michel–Telegdi (BMT)
{\displaystyle {\frac {da^{\tau }}{ds}}={\frac {e}{m}}u^{\tau }u_{\sigma }F^{\sigma \lambda }a_{\lambda }+2\mu (F^{\tau \lambda }-u^{\tau }u_{\sigma }F^{\sigma \lambda })a_{\lambda },}
on {\displaystyle a^{\tau }}, {\displaystyle e}, {\displaystyle m}, i {\displaystyle \mu } són el quadrivector de polarització, la càrrega, la massa i el moment magnètic, {\displaystyle u^{\tau }} és la quadrivelocitat dels electrons, {\displaystyle a^{\tau }a_{\tau }=-u^{\tau }u_{\tau }=-1}, {\displaystyle u^{\tau }a_{\tau }=0}, i {\displaystyle F^{\tau \sigma }} és el tensor de la força del camp electromagnètic. Usant les equacions del moviment, 
{\displaystyle m{\frac {du^{\tau }}{ds}}=eF^{\tau \sigma }u_{\sigma },}
es pot escriure el primer terme de la dreta de l'equació BMT com a {\displaystyle (-u^{\tau }w^{\lambda }+u^{\lambda }w^{\tau })a_{\lambda }}, on {\displaystyle w^{\tau }=du^{\tau }/ds} és el quadrivector acceleració. Aquest terme descriu el transport de Fermi-Walker i resulta en la precessió de Thomas. El segon terme està relacionat amb la precessió de Larmor.
Quan els camps electromagnètics són uniformes en l'espai, o quan les forces gradient com {\displaystyle \nabla ({\boldsymbol {\mu }}\cdot {\boldsymbol {B}})} es poden ignorar, aleshores el moviment de translació queda descrit per
{\displaystyle {du^{\alpha } \over d\tau }={e \over m}F^{\alpha \beta }u_{\beta }\;.}
L'equació de BMT es pot escriure aleshores com a
{\displaystyle {\;\,dS^{\alpha } \over d\tau }={e \over m}{\bigg [}{g \over 2}F^{\alpha \beta }S_{\beta }+\left({g \over 2}-1\right)u^{\alpha }\left(S_{\lambda }F^{\lambda \mu }U_{\mu }\right){\bigg ]}\;,}
la versió opticoraig de l'equació Thomas-BMT, treta de Quantum Theory of Charged-Particle Beam Optics, i aplicable a l'òptica d'acceleradors.

## Aplicacions
Lev Landau i Ievgueni Lífxits varen predir, en un article publicat l'any 1935, l'existència d'una ressonància ferromagnètica de la precessió de Larmor, que va ser comprovada experimental de forma independent per J. H. E. Griffiths (UK) i E. K. Zavoiskij (USSR) l'any 1946.
La precessió de Larmor és important per a la ressonància magnètica nuclear, l'espectroscòpia d'espín de muó, i la ressonància paramagnètica electrònica. També és important per a l'alineament de grans de pols còsmica, que causen la polarització de la llum de les estrelles.
Per calcular l'espín d'una partícula en un camp magnètic, s'han de tenir en compte els efectes de la precessió de Thomas.